# رواية مقنعة

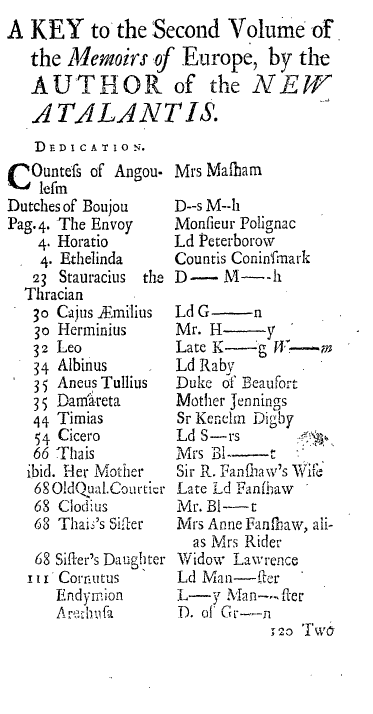
Key to vol. 2 of Delarivier Manley's, New Atalantis (1709)

الرواية المقنعة هي رواية عن الحياة الحقيقية بواجهة خيالية، تمثل الأسماء الخيالية في الرواية أشخاصًا حقيقيين، و «المفتاح» هو العلاقة بين ماهو خيالي وما هو غير خيالي. قد يُنتج «المفتاح» منفصلًا من المؤلف أو ضمنيًا باستخدام النقوش أو الأساليب الأدبية الأخرى.
أنشأتها مادلين دي سكوديري في القرن السابع عشر لتوفير منتدى الخيال الخفيف المحجوب التي تضم شخصيات سياسية وعامة، ومنذ ذلك الحين استخدم الرومان في علم الكُتُاب من قبل الكتاب بما في ذلك سيلفيا بلاث وجون بانفيل وترومان كابوت وسيمون دي بوفوار، إرنست همنغواي، جورج أورويل، جاك كيرواك، فيكتور هوجو، بليز سيندرز، فيليب ك. ديك، بريت إيستون إليس، جاي ماكينيرني، نجيب محفوظ، جون مكجاهرن، تشارلز بوكوفسكي، ملاخي مارتن، شاول بيلو، هنتر س. تومسون، جيمس جويس ودجونا بارنز، وجون فانتي في اسأل الغبار.
تتضمن الأسباب التي قد تجعل المؤلف يختار تنسيقًا موسيقيًا هجاءً؛ الكتابة عن موضوعات مثيرة للجدل و / أو الإبلاغ عن معلومات داخلية حول الفضائح دون إثارة تهم بالتشهير؛ الفرصة لقلب الحكاية بالطريقة التي يود المؤلف أن يختفي بها؛ الفرصة لتصوير التجارب الشخصية والسيرة الذاتية دون الحاجة إلى فضح المؤلف كموضوع؛ تجنب تجريم الذات أو تجريم الآخرين الذين يمكن استخدامهم كأدلة في الإجراءات المدنية أو الجنائية أو التأديبية؛ وتسوية الحسابات.
كما ظهرت أعمال مستوحاة من السيرة الذاتية في أنواع أدبية وأشكال فنية أخرى، ولا سيما الفيلم الموسيقي.